# Aleksandr Nikolaevič Kibizov
Aleksandr Nikolaevič Kibizov (in russo Александр Николаевич Кибизов? (Hristianovskoe, 27 ottobre 1912 – Vladikavkaz, 29 marzo 2001) è stato un militare sovietico, decorato con il titolo di Eroe dell'Unione Sovietica per aver distrutto durante la seconda guerra mondiale 24 carri armati, 62 tra autocarri e mezzi blindati e 28 pezzi d'artiglieria. Quindici volte citato all'ordine del giorno da Iosif Stalin.

## Biografia
Nacque il 27 ottobre 1912 nel villaggio di Hristianovskoe (ora la città di Digora nell'Ossezia del nord) in una famiglia di contadini. Dopo aver conseguito il diploma di scuola superiore lavorò come spedizioniere ad Ashgabat presso l'azienda "Soyuzsera" e poi nella Repubblica dei Komi.
Nell'agosto 1942, in piena seconda guerra mondiale, fu chiamato a prestare servizio militare obbligatorio in seno all'Armata Rossa, assegnato inizialmente ad una unità di fanteria nel settore di Mosca. Rimasto ferito fu ricoverato in ospedale, ed una volta dimesso nell'aprile 1943 ritornò al fronte assegnato come servente al cannone di un semovente d'artiglieria controcarro SU-85 appartenente alla 3ª Batteria, 1454º Reggimento semoventi medi, 6º Corpo corazzato del Fronte centrale. Si distinse durante la battaglia di Kursk venendo dell'Ordine della Grande guerra patriottica di II classe.
Il 4 novembre 1943, in forza al 1445 Reggimento, 9º Corpo meccanizzato del 1° Fronte Ucraino si distinse nella foresta di Voditsa sita nell'immediata periferia di Kiev dove partecipò alla distruzione di una colonna meccanizzata nemica e venendo decorato per questo fatto con l'Ordine della Bandiera rossa. Nel corso del 1944, con il grado di sergente e comandante di un semovente SU-85 partecipò alle battaglie per la liberazione di Berdyčiv, Proskuriv, Javorov, Przemyśl, attraversando il fiume Bug occidentale e poi la Vistola. Il 19 luglio 1944 durante le operazioni per espandere la testa di ponte sulla riva sinistra del fiume Bug occidentale distrusse un carro armato tedesco PzKpfw V Panther nei pressi del villaggio di Madzyarki, e per questo fatto fu insignito dell'Ordine della Stella Rossa.
Nel marzo 1945 trasferito sul fronte della Pomerania orientale partecipò all'offensiva che portò alla conquista della città di Nërenberg, Łobez, Kolberg e Gdynia. Tra il 16 e 17 aprile 1945, nel corso della battaglia combattuta sulle alture di Seelow, città posta a circa 60 km da Berlino, al comando di un semovente SU-100 distrusse cinque carri armati e tre postazioni anticarro.

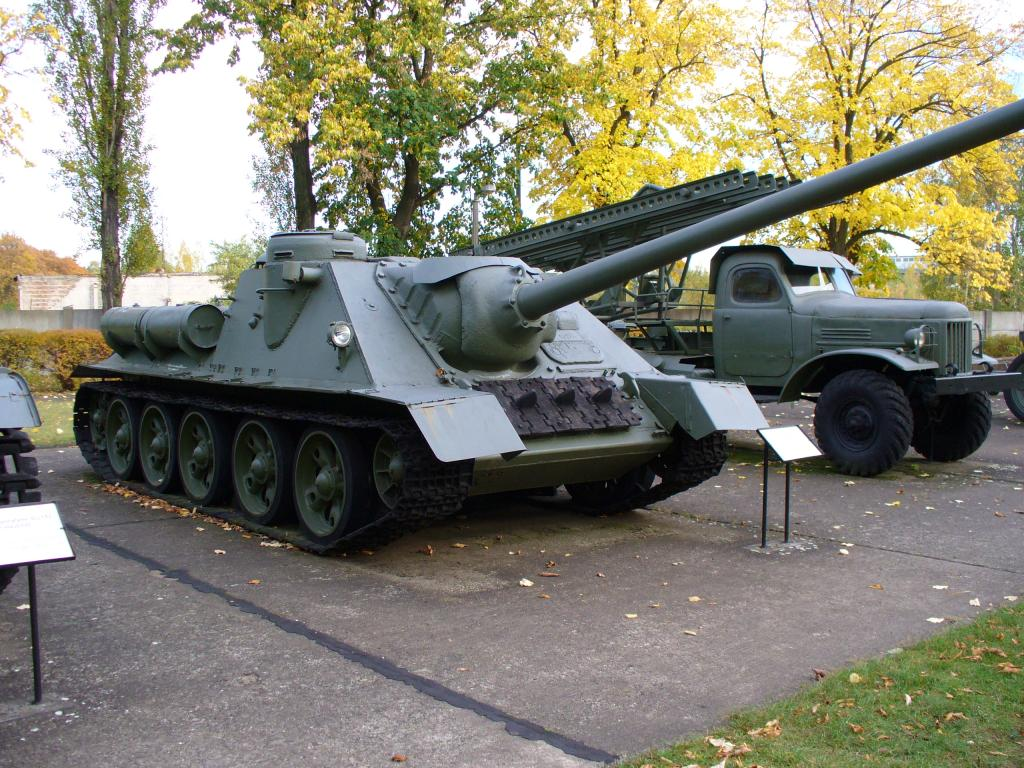
Un semovente SU-100 esposto presso il memoriale tedesco-sovietico di Berlino-Karlshorst, Germania. A destra un lanciarazzi BM-13-16 su chassis dell'autocarro ZiL-157.

Il 22 aprile fu tra i primi soldati sovietici ad entrare nell'area della Capitale tedesca distinguendosi a Karlshorst durante le operazioni di attraversamento della Sprea effettuate dalle truppe di fanteria. Rimasto ferito fu ricoverato in ospedale e il 31 maggio 1945, con apposito decreto emanato dal presidium del Soviet Supremo fu insignito del titolo di Eroe dell'Unione Sovietica e dell'Ordine di Lenin.
Membro del PCUS dal 1945, dopo la fine del conflitto lascio il servizio militare andando a lavorare come direttore presso la casa di cura "Uzbekistan" di Kislovodsk. Andò in pensione nel 1980 e nel 1985 si trasferì con la famiglia a Vladikavkaz (capitale Ossezia del nord) dove si spense il 29 marzo 2001.
la città natale di Digora gli ha intitolato due vie e una scuola secondaria in compartecipazione con Sergey Bican.